# 심원고등학교
심원고등학교(深遠高等學校)는 대한민국 경기도 부천시 원미구 중동에 있는 공립 고등학교이다.

## 학교 연혁
- 1994년 11월 1일 : 설립인가(보통과 12학급, 남·여 공학)
- 1995년 3월 1일 : 초대 김정완 교장 취임
- 1995년 3월 4일 : 제1회 입학식(10학급 521명)
- 1998년 2월 12일 : 제1회 졸업 500명(남 270명, 여 230명 졸업)
- 2019년 9월 1일 : 제9대 조영행 교장 취임
- 2024년 1월 10일 : 제27회 졸업 221명(남 115명, 여 106명)
- 2024년 3월 4일 : 제30회 입학(9학급 232명)

## 참고 자료
- 심원고등학교 - 한국교육학술정보원 학교알리미